# 제마 이슬라미야
제마 이슬라미야(인도네시아어: Jemaah Islamiyah, JI, 아랍어: الجماعة الإسلامية)는 동남아시아를 거점으로 활동하는 이슬람주의 무장 조직이다. 조직 이름은 인도네시아어로 "이슬람의 모임"을 뜻한다. 태국 남부, 말레이시아, 싱가포르, 인도네시아, 브루나이, 필리핀 남부에 이르는 이슬람주의 국가 수립을 목표로 한다.
1940년대에 결성된 인도네시아의 이슬람주의 조직인 다룰 이슬람(Darul Islam, 인도네시아어로 "이슬람 국가"라는 뜻)이 전신이다. 이 조직은 인도네시아를 이슬람교의 율법에 따라 지배하는 국가로 만드는 것을 목표로 내건 급진적 이슬람주의 조직이었다. 1949년 인도네시아가 독립한 이후에 인도네시아 정부군과의 무력 충돌을 빚었고 1962년에 소멸되었다.
1970년대에는 아부 바카르 바시르(Abu Bakar Bashir), 압둘라 숭카르(Abdullah Sungkar), 샤룰 니잠(Shahrul Nizam)이 인도네시아의 수하르토 정권에 반대하면서 급진적인 이슬람주의를 내건 무장 조직을 결성했다. 이들은 1978년부터 1982년까지 진행된 인도네시아 법원의 재판에서 유죄를 선고받았지만 1985년에 말레이시아로 도피했다.
1993년 1월 1일 말레이시아에서 도피 생활을 하고 있던 아부 바카르 바시르, 압둘라 숭카르, 샤룰 니잠에 의해 제마 이슬라미야가 결성되었다. 이들은 아프가니스탄 전쟁에 가담했던 용병들을 중심으로 세력을 확장했으며 2002년 발리 폭탄 테러를 계기로 유엔 안전 보장 이사회 결의에 따른 테러 조직으로 지정되었다.
2003년 자카르타 JW 매리엇 호텔 폭탄 테러, 2004년 자카르타 주재 오스트레일리아 대사관 폭탄 테러, 2005년 발리 폭탄 테러, 2009년 자카르타 폭탄 테러 등 인도네시아에서 일어난 각종 폭탄 테러를 일으켰으며 2010년에는 인도네시아 당국이 아체에 있던 제마 이슬라미야의 근거지를 급습했다.

## 같이 보기
- 2005년 발리 폭탄 테러
- 테러조직 지정
- 줄키플리 압디르